# Nachtwachtzaal

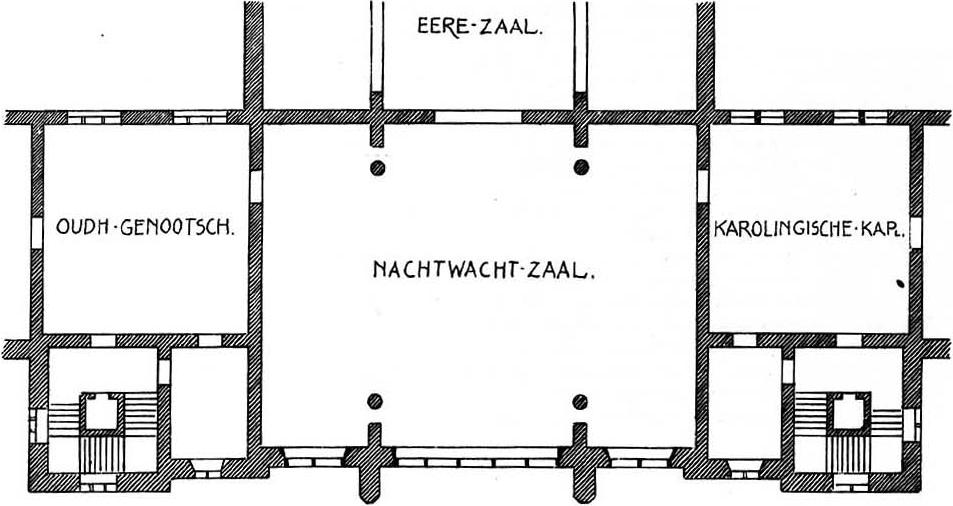
Plattegrond van de zaal, noorden boven

De Nachtwachtzaal is een tentoonstellingsruimte van het Rijksmuseum Amsterdam speciaal aangelegd voor het beroemde schilderij De Nachtwacht. De zaal maakt deel uit van het Rijksmuseumgebouw uit 1885 van architect Pierre Cuypers.

## Indeling
De Nachtwachtzaal bevindt zich in de middenas van het gebouw boven de passage aan de kant van het Museumplein. Bezoekers doorlopen bij binnenkomst van het museum aan de noordkant na de trappen eerst de voorhal, vervolgens de eregalerij om tot slot bij de Nachtwacht uit te komen. Al vanaf de voorhal is het schilderij te zien. De Nachtwacht heeft hierdoor een prominente plaats in het gebouw.
De positie wordt al sinds de opening vergeleken met het hoofdaltaar in een kathedraal. Oud-directeur Henk van Os ziet dat in een ontwikkeling waarin na de afscheiding van België, met de meesterkunstschilder Rubens, het overgebleven deel van Nederland behoefte had aan een verering van een schilder uit de Noordelijke Nederlanden.
De zaal heeft vier marmeren zuilen waarop vergulde dakdragende vrouwenbeelden staan die licht en duisternis uitbeelden. Rondom bovenin staan de belangrijkste levensgebeurtenissen van Rembrandt beschreven. De zaal is aangelegd met bovenlicht voor de belichting dat toen nog afhankelijk was van daglicht.

## Geschiedenis
De zaal kreeg direct na de opening kritiek over de zwakke noordelijke lichtinval. Het bovenlicht treedt binnen via een op het noorden gerichte lichtstraat in het schuine dak. Met gordijnen werd geprobeerd het licht te verbeteren. Ook het verbreden van de lichtstraat had niet het beoogde effect. De kritiek zwol aan toen in 1898 de Nachtwacht voor een Rembrandttentoonstelling tijdelijk in het Stedelijk Museum werd geplaatst, waarbij het schilderij wel voldoende licht kreeg.
Vanwege de voortdurende kritiek op de lichtinval werd op aandringen van de Tweede Kamer bij koninklijk besluit van 24 april 1901 een speciale commissie opgericht voor de belichting van het schilderij. Na experimenten met verschillende opstellingen en een proefgebouw werd besloten tot de aanleg van een speciale uitbouw. Deze Nachtwachtuitbouw verrees direct achter de Nachtwachtzaal, uitstekend aan de buitenkant boven de passage. Hier kreeg het schilderij geen bovenlicht maar zijlicht op dezelfde wijze hoe het schilderij eerder in het Trippenhuis werd tentoongesteld. De uitbouw werd in 1906 op de 300e geboortedag van Rembrandt door koningin-moeder Emma geopend.

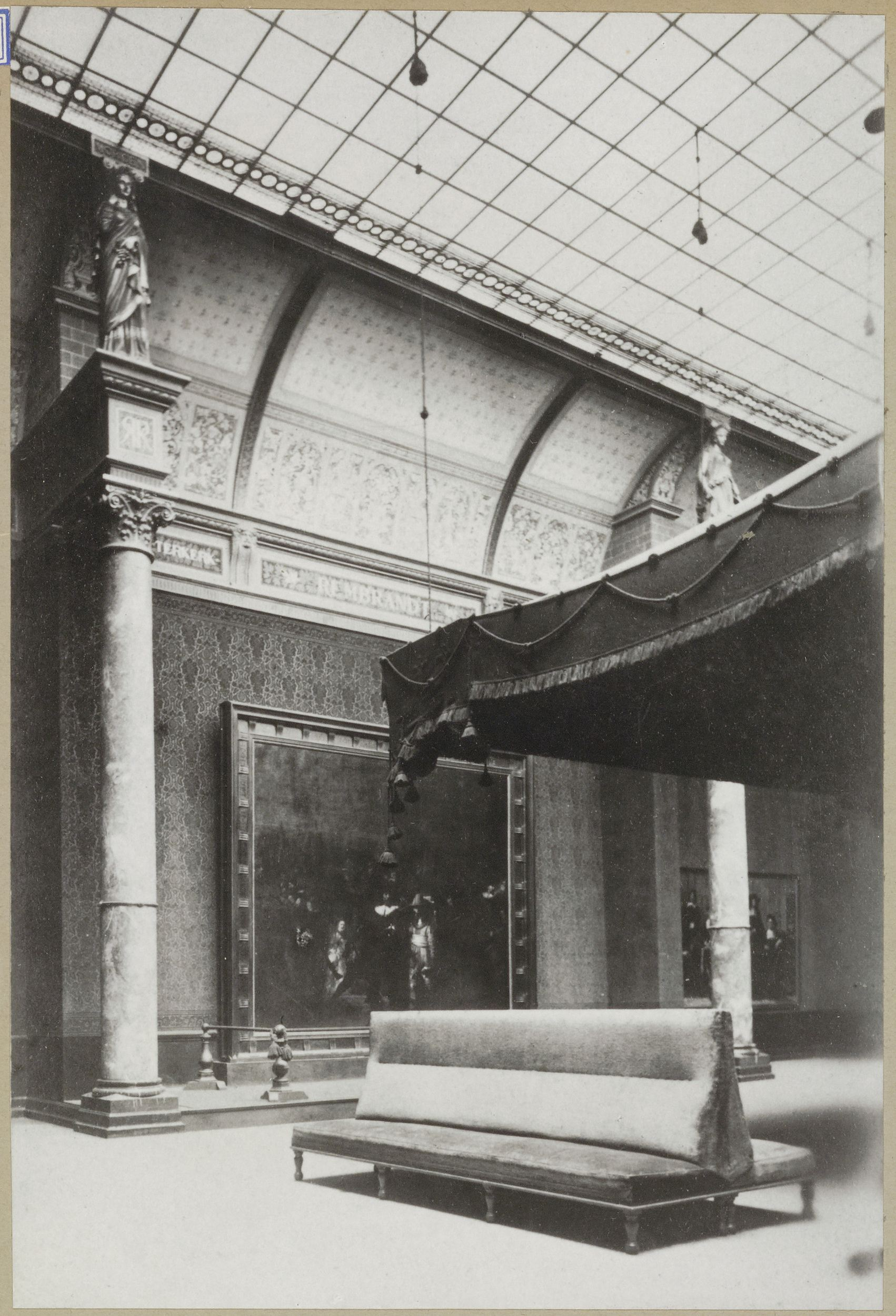
Nachtwachtzaal met een luifel om de lichtinval te verbeteren.jpg
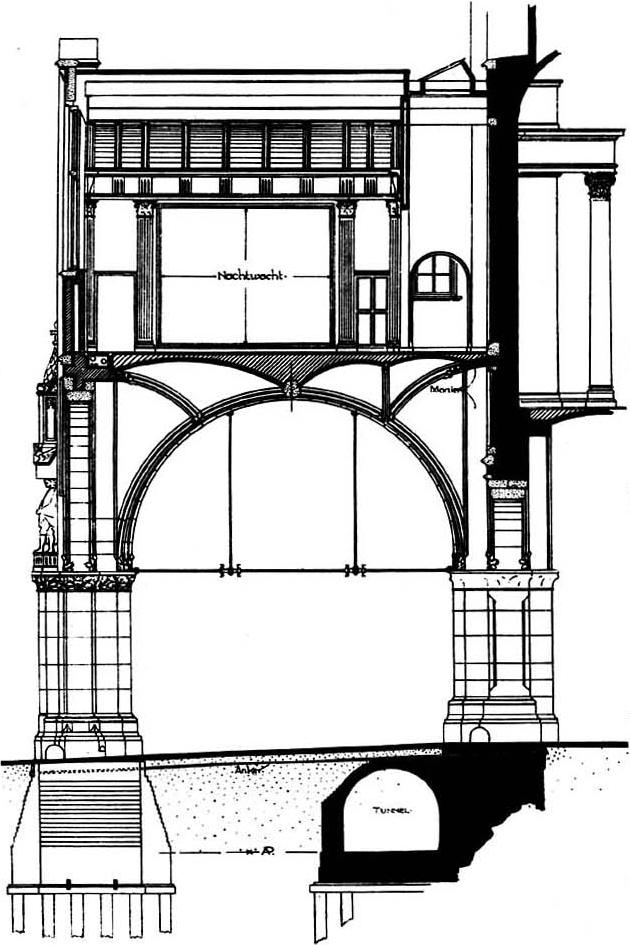
Dwarsdoorsnede van de uitbouw
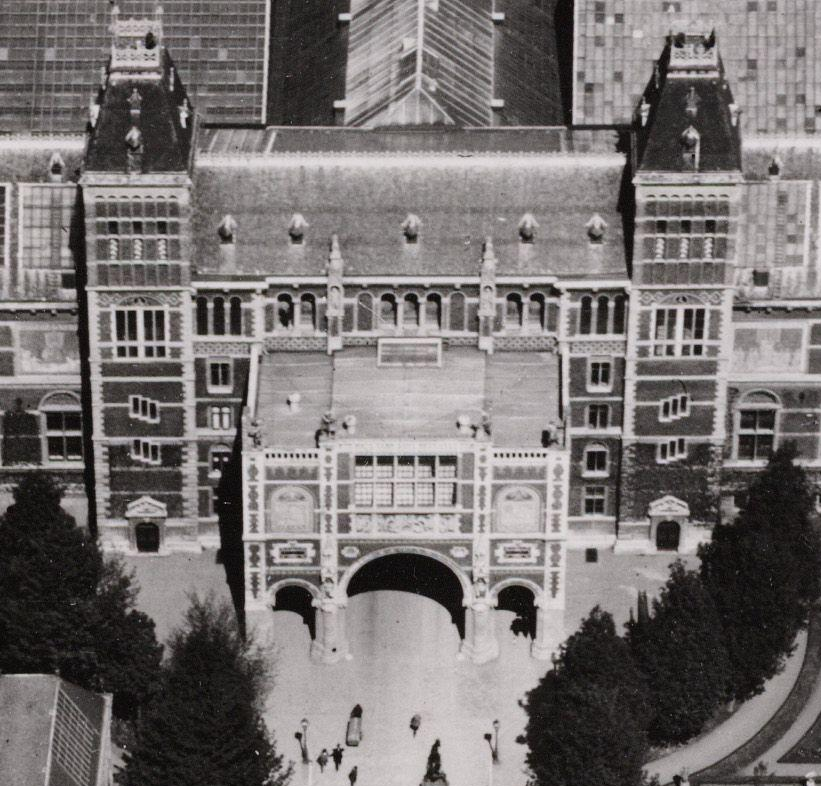
Luchtfoto in 1921 van de Nachtwachtuitbouw
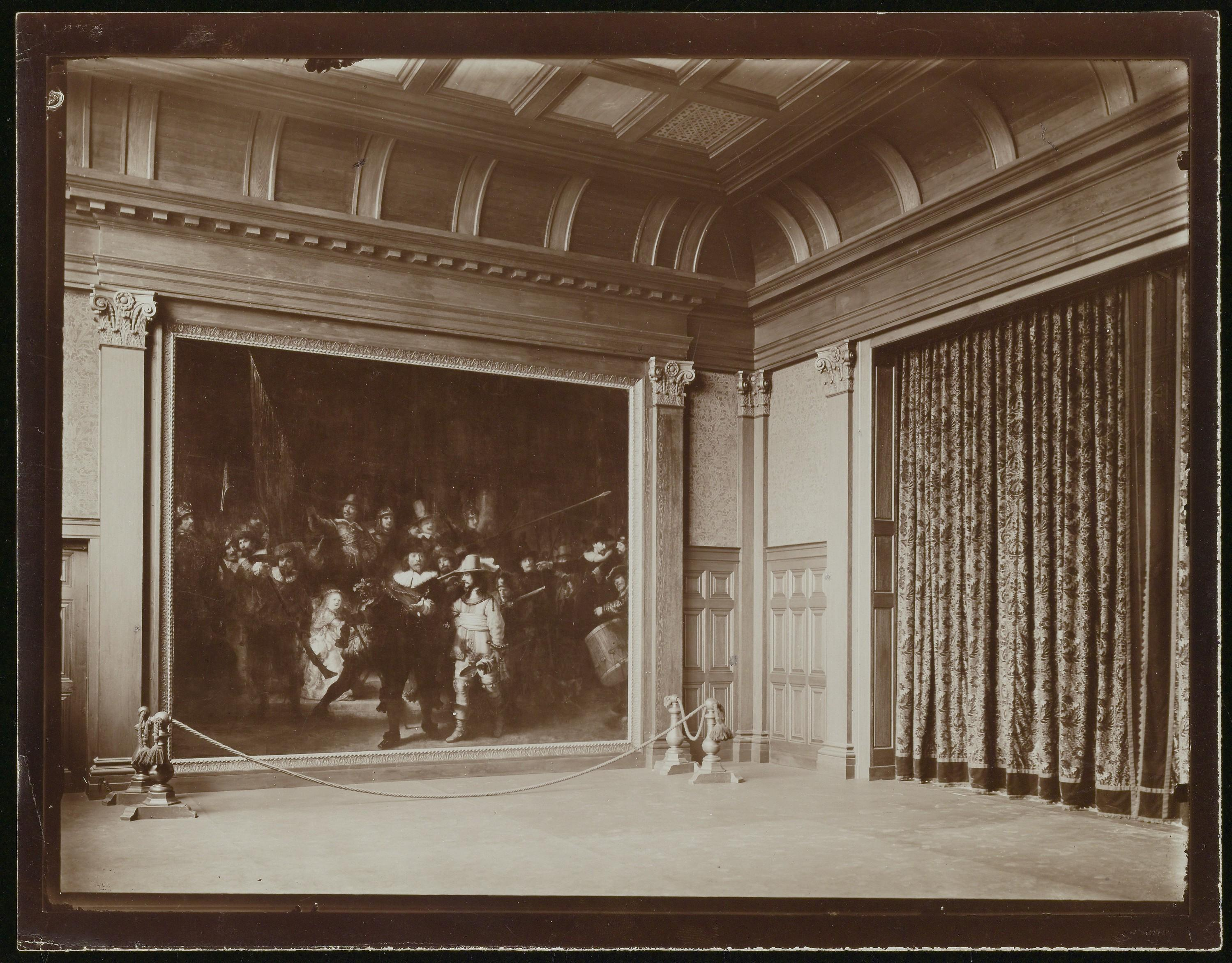
De net geopende Nachtwachtuitbouw in 1906 met zijlicht
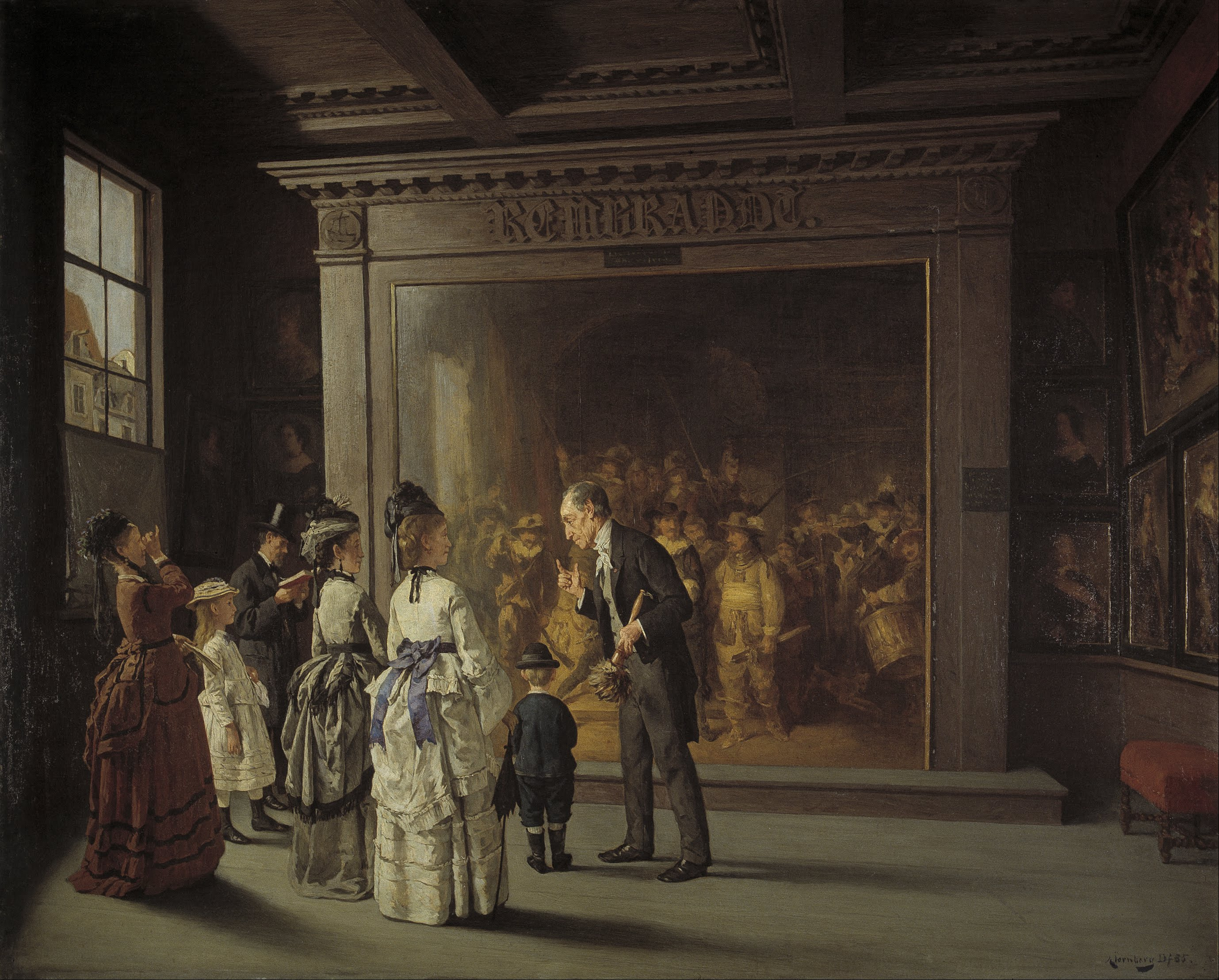
Schilderij van de situatie in het Trippenhuis met vergelijkbare lichtinval

Ook deze oplossing bleek echter niet te voldoen. In 1909 werd de stoffering en de betimmering uit deze nieuwe zaal verwijderd. In 1922 verhuisde de Nachtwacht weer terug naar de Nachtwachtzaal. Het schilderij kwam daar vanaf die tijd aan een zijwand te hangen. In 1934 werd de Nachtwachtzaal voorzien van een gleuf die uitkomt op de passage zodat in geval van nood het schilderij geevacueerd kan worden Uiteindelijk in 1985 keerde het schilderij weer op de oorspronkelijke positie terug. Sinds een verbouwing in 2013 wordt de Nachtwachtzaal met speciale LED-verlichting belicht.

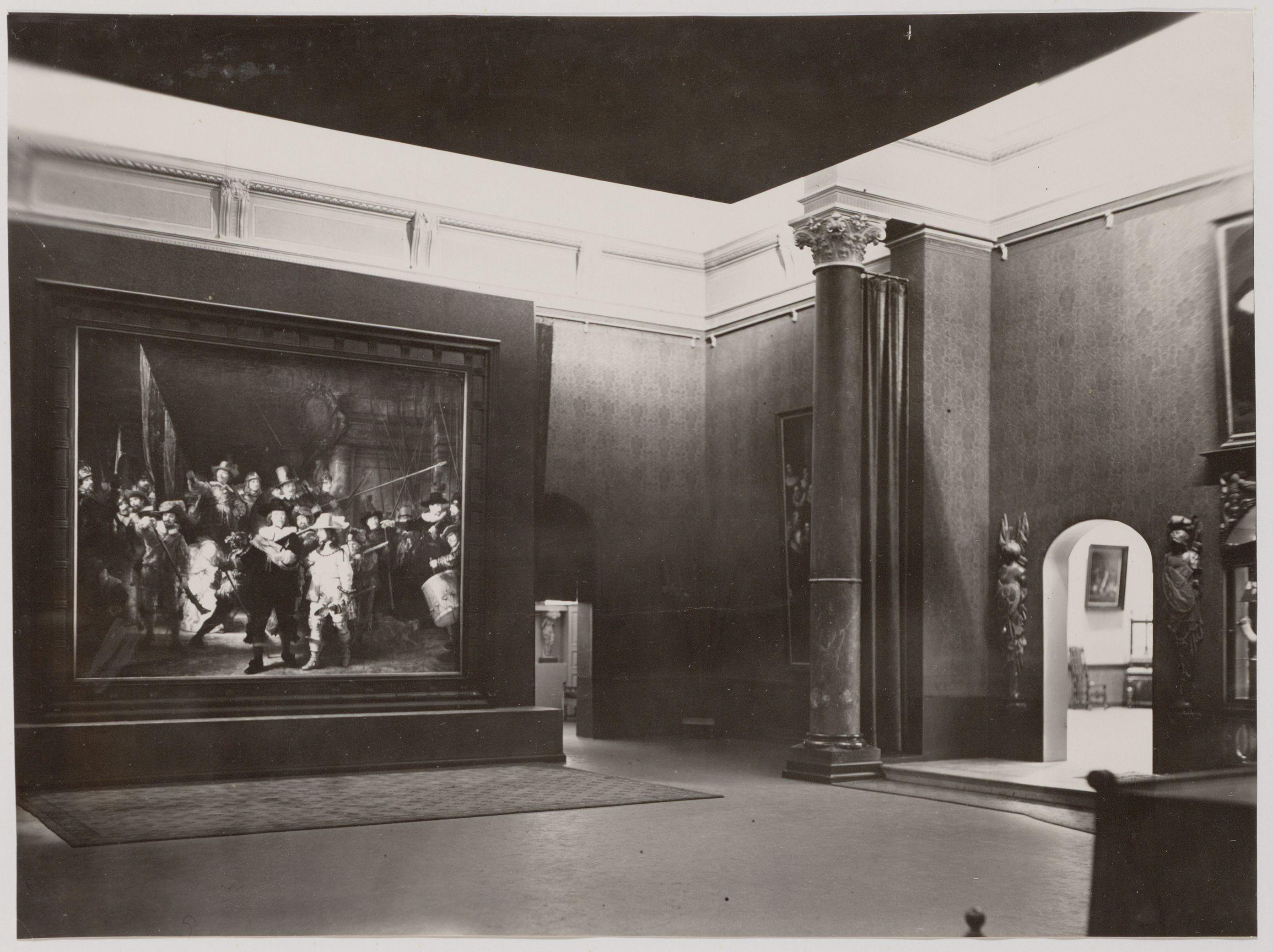
De Nachtwacht aan de zijwand in 1929. Onder de lichtkoof is een ondoorzichtige plaat gehangen.
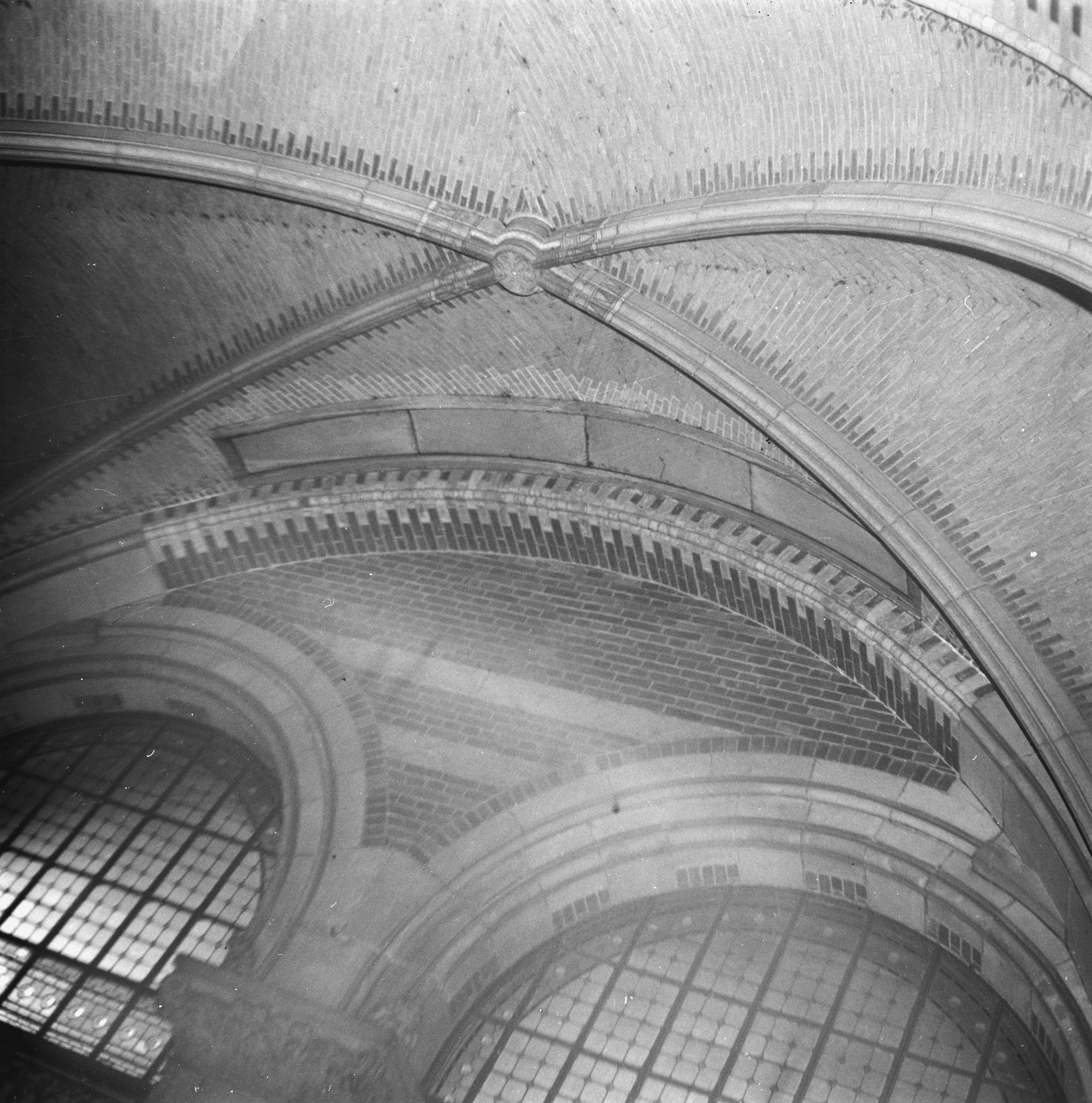
De Nachtwachtgleuf in de passage die uitkomt in de Nachtwachtzaal.